# Karosa Reihe 700
Zur Karosa Reihe 700 gehören mehrere Omnibusvarianten des tschechoslowakischen Busherstellers Karosa.

## Geschichte
Die ersten Busse der 700er Reihe wurden bereits in den 1970er Jahren hergestellt. Dabei handelte es sich jedoch nur um Funktionsmuster und Prototypen, die für verschiedene Tests vorgesehen waren. Einer dieser Prototypen kam während der Tests auf eigenen Rädern bis in die Sowjetunion und zurück. Das allererste Fahrzeug der Serie 700 war ein Funktionsmuster des Überlandbusses Karosa C 733 aus dem Jahr 1973. Diese Funktionsmuster kamen nach der Erprobung in den regulären Linieneinsatz, bevor die Serienfertigung begonnen wurde. Ein Prototyp der Ausführung für den Stadtverkehr B-731 00 wurde auf der Ausstellung „autoprogress '77“ in Prag gezeigt. Damals wurde der Serienbeginn noch für 1979/80 angekündigt.
Die Serienproduktion der 700er-Reihe begann im Jahr 1981. Der erste (und auch wichtigste) Vertreter war der Typ Karosa C 734 (Überlandbus), gefolgt vom B 731 (Stadtbus mit Automatikgetriebe), B 732 (Überlandbus mit mechanischem Getriebe), dem Überlandbus C 735 und den Langstrecken- und Reisetypen LC 735 und LC 736.

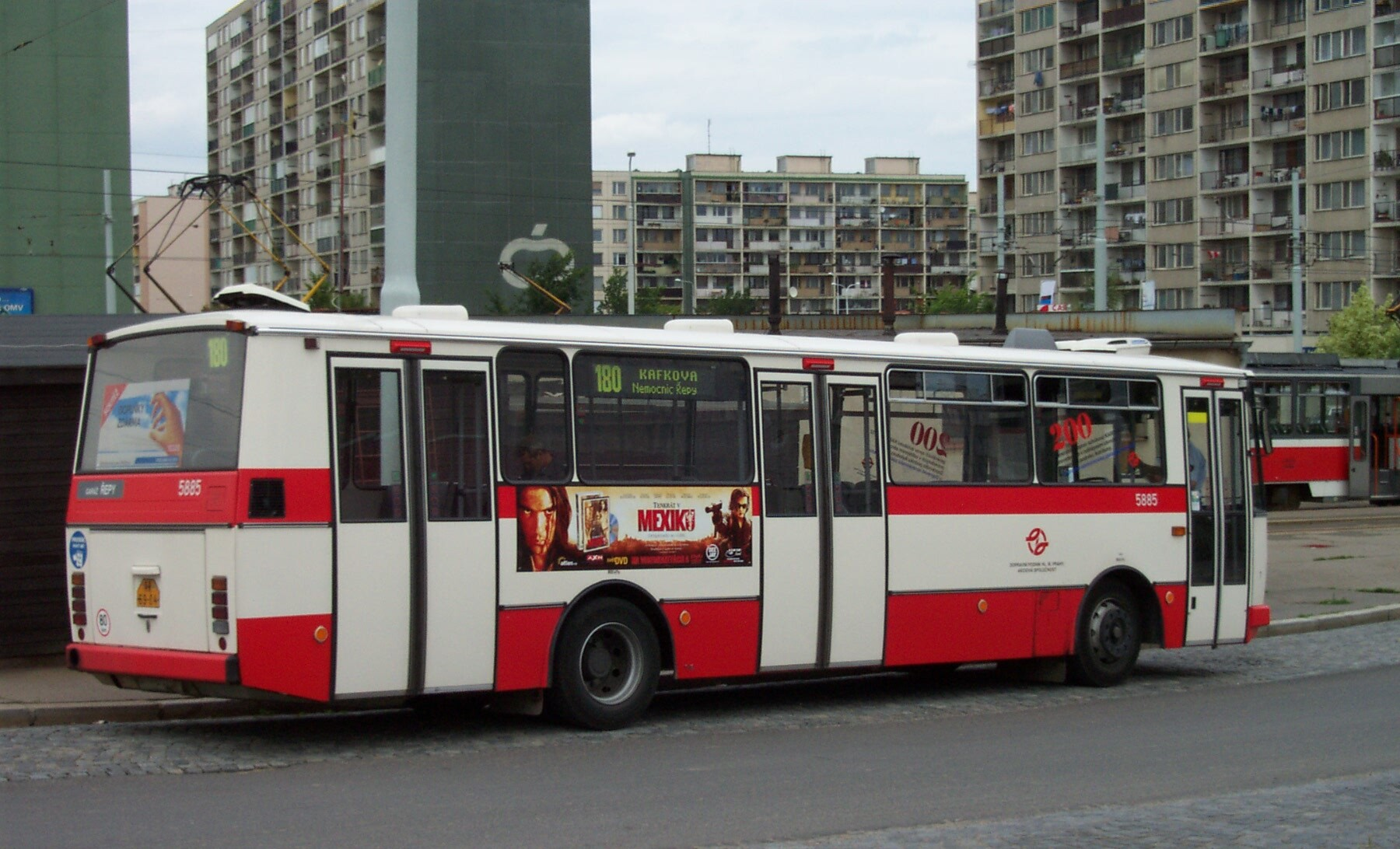
Stadtbus Karosa B 732 mit drei Türen

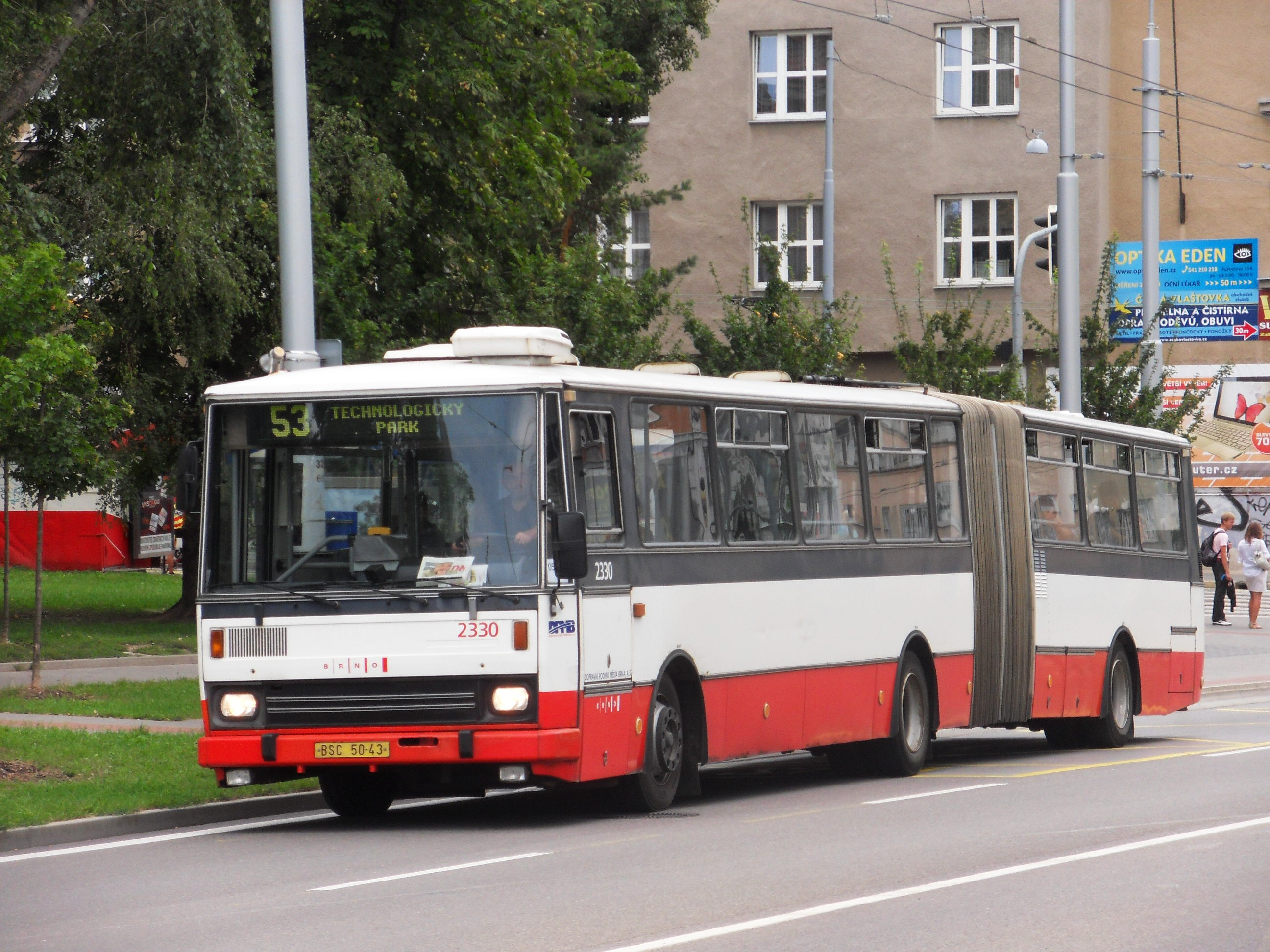
1995 hergestellter Gelenkbus Karosa B 741 in Brno (2012). Das Fahrzeug war 2014 zuletzt im Linienbetrieb und wurde 2015 verwertet.

Außerdem wurden Gelenkbusse der Typen C 744 (Überlandbus) und B 741 (Stadtbus) hergestellt. Anfang der 1990er Jahre wurden dann Hochdeckerbusse entwickelt und als Karosa LC 737 (auch bekannt als HD 11) und LC 757 (HD 12) bezeichnet. Ab 1990 stellte die Herstellung von Fernlinienbussen keine Rolle mehr, hier übernahmen modernere Neu- und Gebrauchtfahrzeuge von Neoplan den Verkehr in Tschechien und der Slowakei. Im Jahr 1996 wurde die Serie 700 durch die modernisierte Serie 900 ersetzt. Es handelte sich hierbei um eine umfangreich modernisierte 700er Reihe. 1997 wurde Produktion der Busse der Serie 700 endgültig eingestellt. Für den russischen Markt produzierte Karosa von 1997 bis 1999 Busse der Reihe 800. Hierbei handelte es sich um eine leicht modernisierte Reihe 700, die im Erscheinungsbild identisch war. Grund für die Reihe 800 waren verzögerte Zulassungen der Reihe 900 in Russland. Dennoch gelangten – insbesondere aufgrund des geringeren Preises – einige 800er auf den tschechoslowakischen Markt. Insgesamt wurden 37.166 Busse der Serien 700 und 800 hergestellt.
Die Busse wurden nicht nur in der Tschechoslowakei, sondern auch auf anderen Märkten verkauft. In Russland wurde 2001 sogar ein Denkmal für den Bus C 734 errichtet. 700er Busse wurden auch nach Nordkorea exportiert, wo sie teilweise für den Betrieb im Oberleitungsbusnetz Pjöngjang umgerüstet wurden. In der Tschechoslowakei wurden im Gegensatz zu vorherigen Baureihen Busse der 700er Serie nicht zu Oberleitungsbussen umgerüstet, hierfür wurde zeitgleich der rein als Oberleitungsbus ausgelegte Škoda 14Tr konstruiert.
Die Busse der Reihe 700 bewährten sich in der Tschechoslowakei und den Nachfolgestaaten für eine lange Zeit. Sie prägten das Bild der Straßen über mehrere Jahrzehnte. Die Tschechoslowakei hatte als Importeur von Rohöl ein Interesse an einem geringen Dieselverbrauch, der mit diesen Bussen erfüllt wurde – insbesondere im Vergleich zu den aus Ungarn dennoch zahlreich importierten Ikarus-Bussen. Die Busse waren wartungsarm, kostengünstig im Betrieb und robust genug, um den regelmäßigen Überladungen mit Passagieren stand zu halten. Von Ikarus-Bussen wurde wegen ständiger Engpässe von Ersatzteilen Abstand genommen. Betriebe bestellten aufgrund des niedrigeren Dieselverbrauchs bevorzugt Varianten mit Schalt- statt Automatikgetriebe. So kamen selbst im Stadtverkehr Busse mit lang übersetztem Getriebe in Einsatz, die eher für den Überlandverkehr optimiert waren und häufiges Schalten im Stadtbetrieb notwendig machten, was für Fahrer eine Komforteinbuße war. Die Busse waren oft länger als geplant im Fuhrpark. Karosa konnte die Nachfrage – trotz neuem Werk aus den 1970er Jahren und Modulfertigung – nur bedingt befriedigen. Der planmäßige Betrieb der Serie 700, es waren zwei modernisierte C 734, wurde im Jahr 2023 im Linienverkehr in der Tschechischen Republik eingestellt. Die hochflurigen Busse wurden ausgemustert, weil sich zunehmend Niederflurbusse durchsetzten und die Verkehrsbesteller ein Höchstalter für Busse festgelegt haben. Für Fernbusreisen wurden ab 1990 neue Busse westlicher Produktion beschafft, Karosa-Fernbusse kamen so in den Linienverkehr in Tschechien und Slowakei. Zahlreiche Busse sind als Oldtimer erhalten geblieben.

## Technik

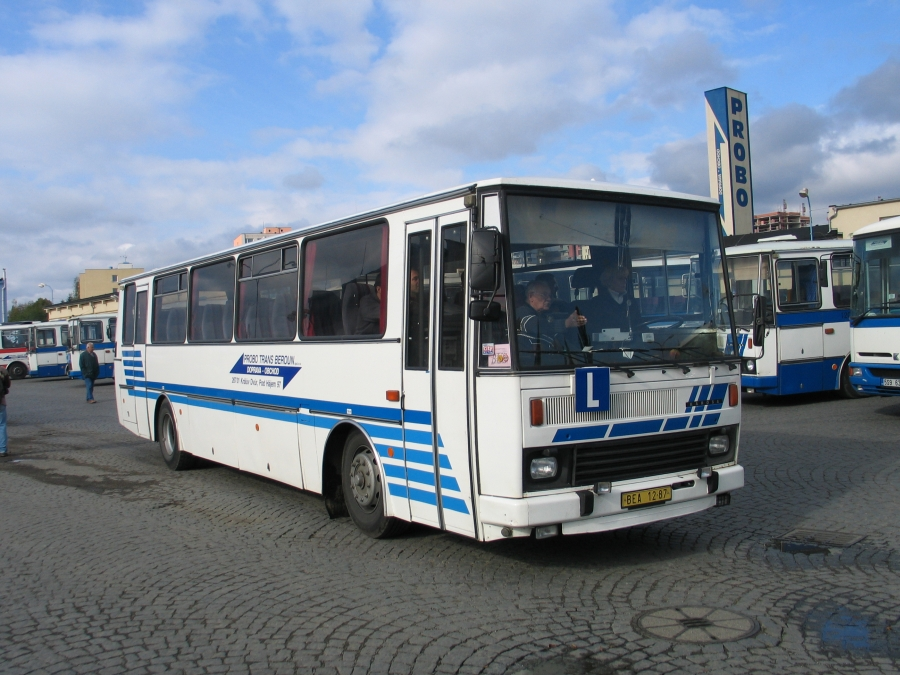
Reisebus Karosa LC 735 mit je einer Tür vorn und hinten (gebaut 1982–1991)

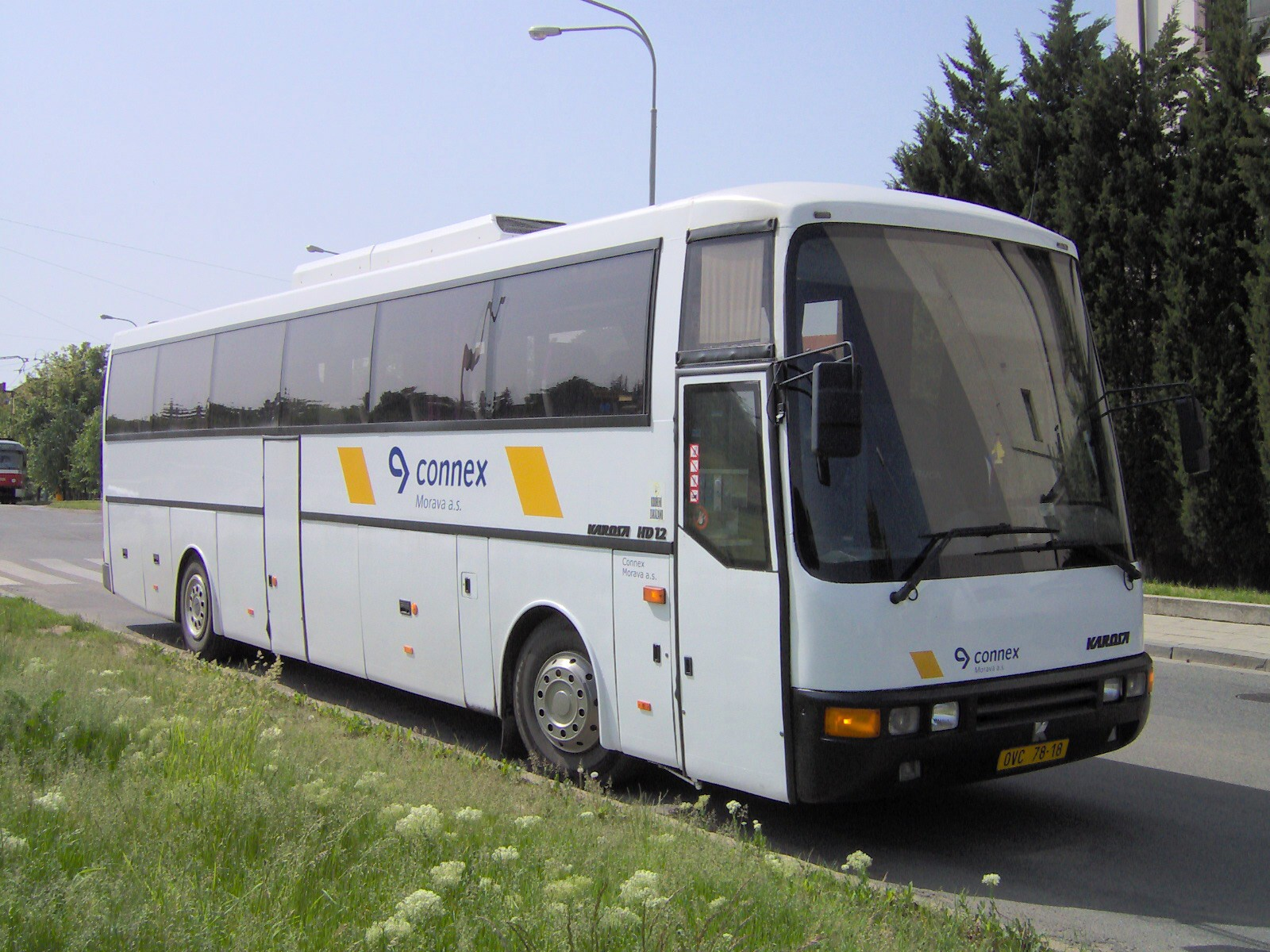
Fernreisebus Karosa LC 757 mit Cummins-Motor (gebaut 1992–1996)

Wie der Vorgängertyp wurden die Busse der Serie 700 in Modulbauweise hergestellt. Bei dieser Technologie werden sechs separate Module (Fahrgestellrahmen, Karosserieseiten, Dach, Front- und Heckteil) auf separaten Schweißstraßen hergestellt, die anschließend oberflächenbehandelt und zusammengefügt werden. Eine wesentliche Änderung war die Herstellung der Seiten- und Dachrahmen aus industriell gefertigten Vierkantprofilen aus Walzstahl. Bei der vorherigen Š-Serie wurden diese Teile geformt. Gegen Korrosion schützte eine Verzinkung einiger Karosserieteile. Diese Lösung erleichterte Reparaturen nach Verkehrsunfällen, aber auch die Produktion. Anders als bei der Serie Š sind bei der Serie 700 Motor und Getriebe hinter der Hinterachse angebracht.
Zumindest anfänglich lieferte Rába in Ungarn die starren Antriebsachsen. Diese Hinterachse, ebenfalls im Einsatz bei ungarischen Ikarus-Bussen, zeichnete sich durch ein lautes „Brüllen“ der Zahnräder aus. Ab 1986 wurde eine neu entwickelte, leisere Antriebsachse von Rába verbaut. Die Vorderachse mit Einzelradaufhängung kam von LIAZ.
Die mechanischen Getriebe hatten fünf (Typ 5P) bis acht Gänge (Typ 8P) und stammen von Praga. Es gab sie mit unterschiedlichen Übersetzungen. Praga lieferte auch das Automatikgetriebe 2M70 mit zwei Gängen. Nach der Samtenen Revolution und Öffnung der Märkte beschaffte Karosa auch Automatikgetriebe von Voith mit drei Gängen und von ZF Friedrichshafen mit vier Gängen. Ebenfalls ab 1990 kamen, als Reaktion auf die neue Wettbewerbssituation, Komponenten wie Antiblockiersystem, Klimaanlagen, Bordfernseher und Kühlschranke zur bestellbaren Ausstattung.
Die Sechszylinder-Dieselmotoren von LIAZ waren in unterschiedlichen Leistungsstufen von 148,5 bis 210 kW verfügbar und trugen die Typenbezeichnungen LIAZ ML 634, ML 635, ML 636, ML 637, ML 640. Anfang der 1990er Jahre wurden versuchsweise Cummins-Dieselmotoren eingebaut. Nach der Wende bahnte sich zwischen Karosa und Renault ein 1994 abgeschlossenes Joint Venture an, hiermit wurden nun auch Motoren des Typs Renault MIHR 62045. Durch die mehr Platz einnehmenden fremden Motoren und Getriebe musste das Heck verlängert und angepasst werden.
Die Serie 700 wurde von den Ingenieuren Ivan Mervart, Josef Nalezenec und Ladislav Klimeš sowie den Designern Jan Tatoušek und Zdeněk Rosák entworfen.

## Bezeichnungsschema
Für die neuen Busse hatte Karosa die Serie 700, also die 7xx, geschaffen. Den drei Ziffern wurden weiterhin ein oder zwei Buchstaben vorangestellt (wie vom RGW empfohlen).
- Buchstaben: Fahrzeugtyp – B (Stadt- und Überlandbus), C (Überlandbus), LC (Reisebus)
- Die erste Ziffer: 7 – bezeichnet einen Bus in der Branchennummerierung (Nomenklatur der technischen Erzeugnisse), bei Karosa bedeutete die 7 als erste Ziffer für den Erstentwurf in den 1970er Jahren dieser Serie
- Zweite Ziffer: Länge des Busses abzüglich 3 = 11 m, 4 = 17 m, 5 = 12 m
- Dritte Ziffer:
  - für B-Wagen: die 1 auf dem B 731 bezeichnete ursprünglich die Busklasse B1, später, als der B 732 geschaffen wurde, gab die dritte Ziffer die Art des Getriebes an (1 = automatisch, 2 = mechanisch)
  - für C-Wagen: 3 = Regionalverkehr mit Automatikgetriebe, 4 = Überlandverkehr mit Schaltgetriebe, 5 = Überlandverkehr mit Schaltgetriebe und größerem Gepäckraum (für längere Strecken oder Touren)
  - für LC-Wagen: die Ziffer 5, 6 oder 7 gibt den Ausstattungsgrad an (je höher die Zahl, desto besser ist der Bus ausgestattet)